# Échelle de Palerme

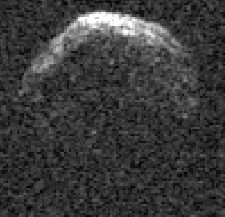
Asteroid 1950 DA, Radarbild vom 4. März 2001

L'échelle de Palerme est, en astronomie, une échelle logarithmique utilisée pour évaluer le risque d'impact d'un objet géocroiseur.  Ce risque est défini à partir de la probabilité d'impact d'un objet donné, pondérée par la probabilité d'un impact similaire provenant du « bruit de fond », c'est-à-dire d'un objet quelconque de la population d'astéroïdes et de comètes.
Le risque peut être considéré comme préoccupant pour une valeur positive. De 1991 à 2001, onze impacts potentiels se sont vu attribuer des valeurs de −2,00 à −0,45.

## Risque relatif d'impact
Le risque relatif {\displaystyle P} d'un impact par un objet unique est donné par :
{\displaystyle P=\log _{10}{\frac {p}{f(E)\,\Delta t}}}
où :
- {\displaystyle p} est la probabilité de l'impact ;
- {\displaystyle \Delta t} l'intervalle de temps jusqu'à l'impact possible ;
- {\displaystyle E} l'énergie cinétique de l'objet ;
- {\displaystyle f(E)} la densité de fréquence d'impact par un objet d'énergie cinétique {\displaystyle E} (dimension : l'inverse d'un temps).

La densité de fréquence {\displaystyle f(E)} est calculée par l'approximation :
{\displaystyle f(E)={\frac {0{,}03}{E^{4/5}}}}
où {\displaystyle E} est exprimée en mégatonnes de TNT et {\displaystyle f(E)} en an−1.
Le risque relatif {\displaystyle P} d'impact par une série d'objets se déduit des risques relatifs d'impacts individuels {\displaystyle P_{1},P_{2},\dots ,P_{n}} :
{\displaystyle P=\log _{10}(10^{P_{1}}+10^{P_{2}}+\cdots +10^{P_{n}})}.
| Valeur  | Signification et réaction |
| ------- | --- |
| > 0     | Probabilité d'impact supérieure à celle du bruit de fond. Inquiétude du public possible si l'énergie dégagée est importante et si l'impact est rapproché dans le temps. |
| −2 à 0  | Ces événements ont généralement une valeur non nulle sur l'échelle de Turin, sauf s'ils sont très proches. Intérêt du public indubitable.                               |
| −3 à −2 | Ces événements peuvent avoir une valeur non nulle sur l'échelle de Turin, s'ils sont de faible énergie ou lointains dans le temps. Intérêt du public possible.          |
| −5 à −3 | Intérêt limité aux professionnels. |

## Impacts potentiels détectés (1991-2001)
| Objet     | Date d'observation | Date d'impact potentiel | Probabilité d'impact | Énergie (en Mt de TNT) | Échelle de Palerme | Échelle de Turin |
| --------- | ------------------ | ----------------------- | -------------------- | ---------------------- | ------------------ | ---------------- |
| 1999 AN10 | 1999-06-27         | 2044                    | 6,2 × 10–6           | 5,9 × 10-1             | -1,33              | 1                |
| 1997 XF11 | 1998-03-04         | 2039                    | 7,0 × 10-7           | 1,7 × 10-1             | -1.89              | 1                |
| 1997 XF11 | 1998-03-04         | 2040                    | 2,0 × 10-5           | 4,9 × 100              | -0,45              | 1                |
| 1997 XF11 | 1998-03-04         | 2041                    | 2,0 × 10–6           | 4,9 × 10-1             | -1.46              | 1                |
| 1997 XF11 | 1998-03-04         | 2043                    | 2,0 × 10–6           | 4,9 × 10-1             | -1.46              | 1                |
| 2001 VK5  | 2001-11-18         | 2011                    | 9,1 × 10–6           | 5,9 × 10-1             | -0.62              | 1                |
| 2001 VK5  | 2001-11-18         | 2014                    | 1,5 × 10–6           | 9,7 × 10-2             | -1,53              | 1                |
| 2001 VK5  | 2001-11-18         | 2024                    | 1,3 × 10–6           | 8,4 × 10-2             | -1,86              | 0                |
| 2001 WN5  | 2001-12-12         | 2070                    | 6,7 × 10-5           | 8,9 × 10-1             | -1,19              | 1                |
| 2001 PM9  | 2001-08-16         | 2005                    | 1,7 × 10–6           | 1,9 × 10-2             | -1,49              | 0                |
| 2001 PM9  | 2001-08-16         | 2007                    | 1,3 × 10–6           | 1,4 × 10-2             | -1,83              | 0                |